# Ново Айрао
Ново Айрао (на португалски: Novo Airão) е град — община в северната част на бразилския щат Амазонас. Общината е част от икономико-статистическия микрорегион Рио Негро, мезорегион Северен Амазонас. Населението на общината към 2010 г. е 14 780 души, а територията е 37 771.246 km² (0,4 д./km²),
Заедно с други седем общини образува Метрополния регион на Манаус, най-големият бразилски метрополен регион и същевременно най-населеният в Северния регион на страната.
Историята на Ново Айрао е силно обвързана с Вельо Айрао (в превод Старо Айрао), град-призрак, откъдето произхождат повечето от жителите му. Градът е познат с речните си плажове от бял пясък и с производството на кораби.

## География
Ново Айрао е разположен на десния бряг на Рио Негро, една от най-богатите и важни екосистеми на Амазонията. Отстои на 115 km по права линия или на 143 по речен път от щатската столица Манаус. Граничи с общините Президенти Фигейредо на североизток, с Манаус, Ирандуба и Манакапуру на изток, с Кодажас и Каапиранга на юг, с Барселос на запад и с Рорайнополис, в щата Рорайма, на север.

### Анавилянас
На територията на общината се намира екологичната станция Анавилянас, един от най-големите речни архипелази на света, с около 400 острова, стотици езера, реки и потоци, които притежават голямо биоразнообразие. Местността е предпочитано място от биолози и еколози за развиване на изследователски проекти.
При пълноводие на реките (от ноември до април), над половината от островите остават под водата. В този период животните се събират към по високите и устойчиви места. Вече към месец май, когато започва сухият сезон, могат да се видят и големи животни, като ягуари, тапири и елени. Има два начина да се види отблизо флората и фауната на региона — със самолет и кораб по Рио Негро.

## Икономика

### Туризъм
Общината разполага с разнообразни туристически атракции, като главната е възможността за пряк контакт с амазонски делфин на плажа на града. Ново Айрао е една от малкото общини в света имаща на територията си два национални парка, един от най-големите речни архипелази на света и Жау̀, най-голямата защитена зона в една-единствена държава, както и други защитени зони и две индиански територии, и двете на племето Уаймири Атроарис (Waymiri Atroaris). Има също и серпентариум (змиеразвъдник) и много други природни забележителности, като пещерите Мадада, потока на Мато Гросо и природни орхидариуми. Забележителност представлява и бившият градски център на общината, Вельо Айрао (или Старо Айрао), днес превърнат в град-призрак насред джунглата и заобиколен от много по-ранни следи на човешко присъствие.
Достъп
За да се достигне до Ново Айрао трябва да се прекоси Рио Негро в Манаус и да се пътува по междущатския път AM-070 до km 80, след това се продължава по AM-352 до края ѝ — на km 98, в Ново Айрао. Разстоянието се взема за около два часа.
Местното население използва за основно превозно средство вид корабчета наречени „рекрейо“, за колективен транспорт. Също понякога се виждат и яхти и моторни лодки идващи от Манаус. Пътуваването с тях трае между два до два и половина часа.

### Икономика
Ново Айрао разполага с три аптеки, банков клон, няколко малки пазари и т.нар. табернас, малки магазинчета. Има също четири закусвални, осем ресторанта, предлагащи от self service до международна кухня, 14 хотели с различни категории, вкл. два в джунглата, съответно средна и висока категория.

#### Занаятчийство
Занаятчийството в града се смята за едно от най-добрите. Произвеждат се килими (постелки), кошници, лампи и др. на основата на растителни тъкани и извяни в дърво предмети, напр. малки животни или фигурки. Могат да се закупят от щаба на асоциацията на занаятчиите или от магазините в града.
Има три занаятчийски центъра, един специализиран в дърво, друг в слама и растителни тъкани и третият – магазин за индиански предмети. През годините, центровете получават национални отличия за качество.

## Култура

### Местни празници
- Празник на св. Севастиан (19 и 20 януари)
- Празник на патрона на града – св. Анжело (5 май)
- Фолклорен фестивал (през юли)
- Еко-празник на ламантина (края на октомври)

### Галерия
- Дете на кану в Ново Айрао
- Игуана на едно дърво.
- Един от островите на архипелаг Анавилянас.
- Кораби в града.